# 三木瀧藏
三木 瀧蔵（みき たきぞう、1899年〈明治32年〉11月22日 - 1981年〈昭和56年〉4月10日）は、日本の実業家。三共生興株式会社創業者で、神戸生絲取引所理事長など歴任した経済人。また、公益財団法人三木瀧蔵奨学財団（旧：財団法人三木記念会）を設立した、独自の「推譲の心」を持つ社会貢献者。 

## 経歴
生家は兵庫県城崎郡港村津居山（現在の豊岡市）で代々栄えた主に生糸、絹織物を扱う廻船問屋。鉄道による代替で家業が傾き、学校で首席を通したにもかかわらず旧制中学校への進学かなわず、1913年（大正2年）高島屋飯田に入社、働きながら大倉商業学校（現東京経済大学）の夜間部に通い、1920年（大正9年）に独立して横浜で輸出織物商三木商店を創業、1923年（大正12年）9月1日の関東大震災ですべてを失うが、同年9月30日神戸で匿名組合三共商会として再起、繊維製品を取り扱い、1938年（昭和13年）には株式会社に改組、1944年（昭和19年）には三共生興株式会社と改称、1981年（昭和56年）4月10日病身を厭うことなく自民党蚕糸絹業対策特別委員会に神戸生絲取引所理事長として出席し、国際情勢に後れをとる蚕糸行政に対し「経済原則に反する政策は必ずつぶれる、今や破壊の時になった。すべての破壊は建設の始まりである。勇気ある決断を求む」と当局に箴言をした後着席しそのまま瞑目するという劇的な最期を遂げた。フランス国家功労賞、藍綬褒章、勲二等瑞宝章等受章。贈正四位。